# Seebarn am Wagram
Seebarn am Wagram (bis Oktober 1965 nur Seebarn) ist eine ehemalige Gemeinde und nunmehr Ortschaft und Katastralgemeinde der Marktgemeinde Grafenwörth im Bezirk Tulln in Niederösterreich. Die Ortschaft hat 371 Einwohner (Stand 1. Jänner 2024).

## Geographie
Die Katastralgemeinde Seebarn liegt mitten im Tullnerfeld unmittelbar auf einer Geländekante, die Kleiner Wagram genannt wird. Sie besteht aus den Orten Ober-Seebarn und Unter-Seebarn, die aber zusammengewachsen sind und heute als Seebarn angesprochen werden.

## Geschichte
Der Ort Seebarn wurde erstmals im Jahr 1140 genannt. Seit 1339 sind hier die Schenken von Seebarn urkundlich nachweisbar, die als Vasallen der Wallseer auch die Burg Seebarn innehatten. Später gelangten die Orte an die Herrschaft Grafenegg und konstituierte sich 1849 als selbständige Gemeinde. Die dazu benötigten Gebäude wie Gemeindeamt und Schule wurden zwischen den Orten errichtet.
Mit 1. Jänner 1972 wurden im Rahmen der Niederösterreichischen Kommunalstrukturverbesserung die bis dahin selbständige Gemeinde Seebarn am Wagram nach Grafenwörth-Feuersbrunn bei deren gleichzeitiger Umbenennung in Grafenwörth eingemeindet.

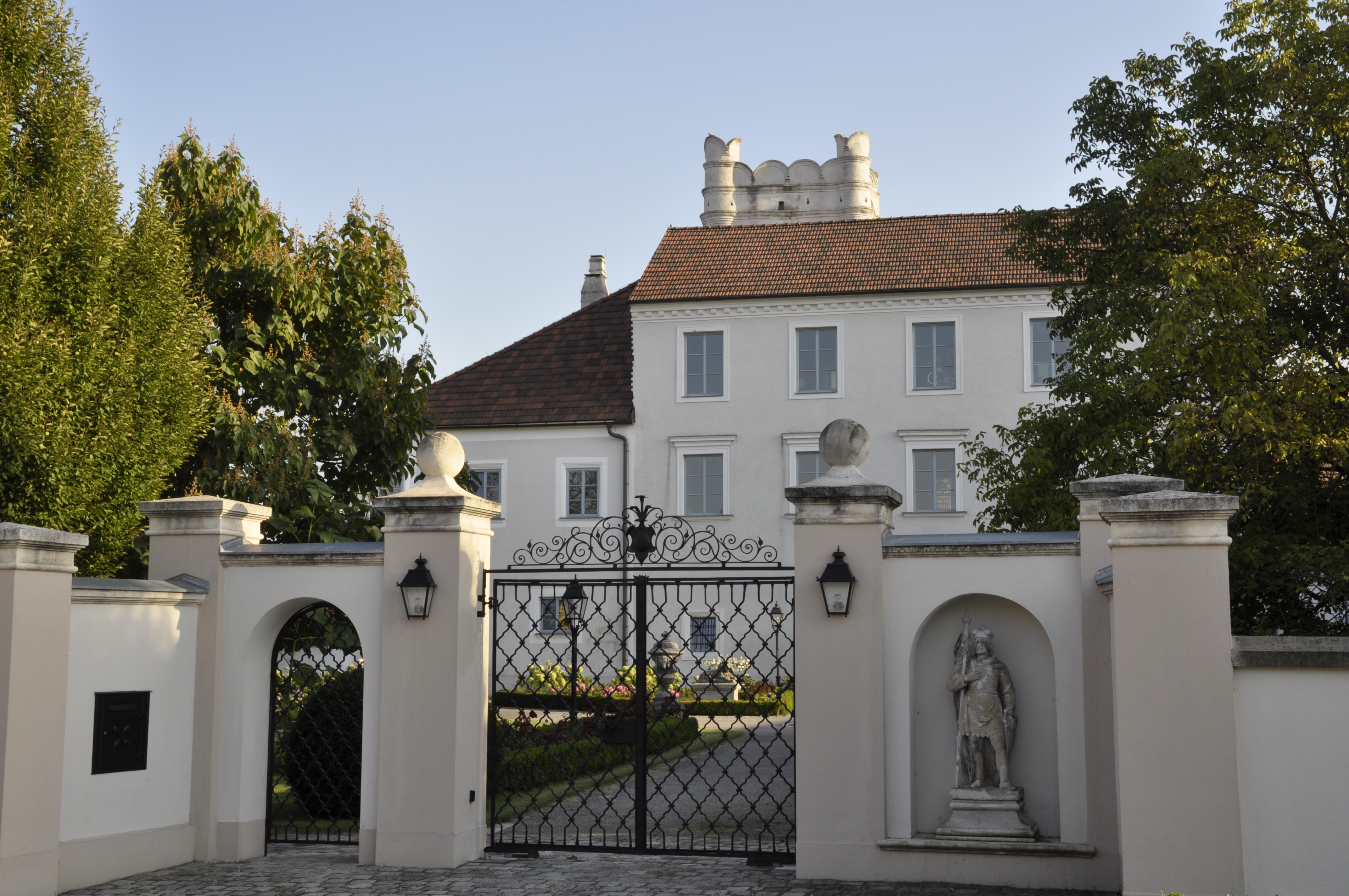
Schloss in Seebarn
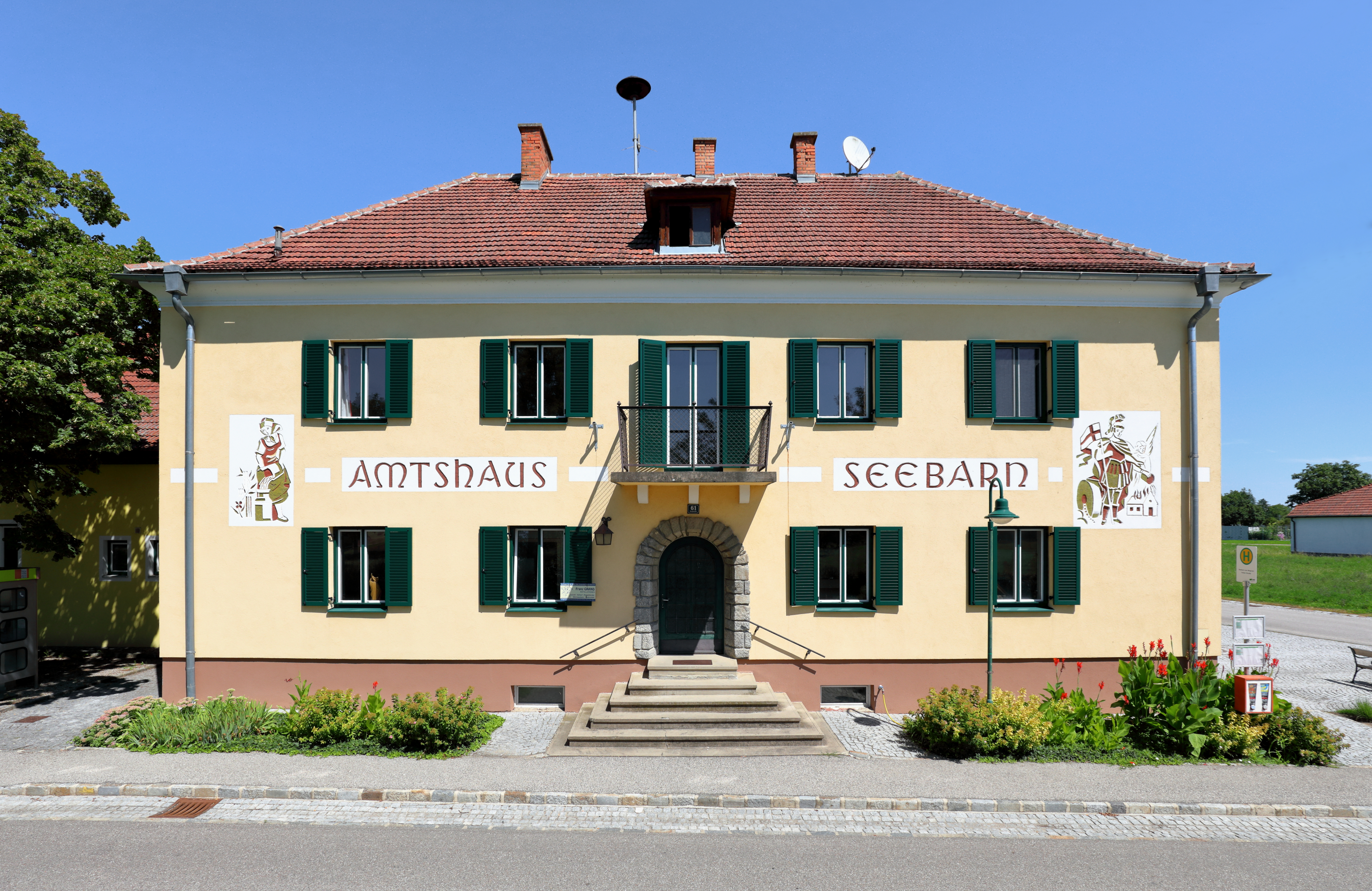
Amtshaus von Seebarn

## Bekannte Personen
- Karl Pippich (1862–1932), Genre-, Landschafts- und Militärmaler
- E. W. Emo (1898–1975), Filmregisseur
- Hans Hörler (1905–1969), Lehrer und Landesschulinspektor